# Mona de Milán
Mona fue obispo de Milán desde finales del siglo III hasta principio del IV. Es venerado como santo por la Iglesia católica y su festividad se celebra el 12 de octubre.

## Biografía
Poco se sabe sobre la vida y el episcopado de Mona. Fue elegido obispo de Milán hacia finales del siglo III (en principio en 283), y su episcopado duró hasta algunos años antes del 313, cuando seguramente el obispo de Milán ya era Mirocles .
Mona murió el 25 de marzo (de año desconocido) y su cadáver fue enterrado cerca de la iglesia de San Vital de Milán (Basílica Fausta), donde ahora se encuentra la basílica de San Ambrosio. Bajo el episcopado de Arnulfo II (998-1018), un 12 de octubre, sus reliquia fueron descubiertas y llevadas a la iglesia de San Vital cerca la basílica Naboriana (ahora demolida). El 6 de febrero de 1576 sus reliquias fueron trasladadas por Carlos Borromeo a la catedral de Milán, donde se encuentran en la actualidad. 
Según una tradición con poca base histórica, Mona es asociado a la familia noble de Milán Borri. A Mona se le atribuye la fundación de la iglesia parroquial de Corbetta. Mona también se venera en una capilla, reformada en el siglo XVIII por la familia Borri, en el Santuario della Beata Vergine dei Miracoli de Corbetta.